# The Powers That B
The Powers That B é o quarto álbum de estúdio e o primeiro álbum duplo do grupo de hip hop experimental Death Grips. O primeiro disco do álbum, Nigg*s on the Moon, foi lançado para download digital gratuito em 8 de junho de 2014. A instrumental do primeiro disco foi inteiramente produzida em um kit Roland V-Drum do baterista Zach Hill e apresenta amostras vocais cortadas da cantora e compositora islandesa Björk em todas as faixas. O segundo disco, Jenny Death, vazou online em 19 de março de 2015. Apresenta Nick Reinhart do Tera Melos e o ex-colega de banda de Zach no colégio, Julian Imsdahl, na guitarra e no órgão, respectivamente. O álbum duplo como um todo foi lançado oficialmente pela Harvest Records em 31 de março de 2015.

## História e lançamento
Em 18 de abril de 2012, o canal Death Grips no YouTube enviou o videoclipe do single "I've Seen Footage", do álbum The Money Store. Neste vídeo entre as minutagens de 2:16 e 2:26, uma versão inicial da capa de The Powers That B é visível enquanto aparece como a versão completa em 3:14. Além disso, no mesmo vídeo, a cena de abertura da tela no vídeo "Inanimate Sensation" também pode ser vista na marca de 2:26 para um único quadro.
Em 19 de janeiro de 2014, Zach Hill postou em sua página do Facebook a notícia de um novo álbum em produção pelo grupo. Em 8 de junho de 2014, o primeiro disco: Nigg*s on the Moon, foi lançado para download gratuito via thirdworlds.net, o site oficial do Death Grips. Em 9 de junho de 2014, a cantora Björk confirmou suas contribuições vocais, por meio de vários meios de comunicação sociais. Death Grips anuncia oficialmente a conclusão de The Powers That B por meio de sua página no Facebook, além de revelar a capa do álbum em outubro. Em 9 de dezembro de 2014, Death Grips lançou um videoclipe para o único single do álbum, "Inanimate Sensation".
Antecipando o álbum, a banda lançou um álbum instrumental intitulado Fashion Week em janeiro de 2015. As faixas são nomeadas com a palavra "Runway" e uma letra a seguindo, como em "Runway J", "Runway E" e assim por diante, formando assim a frase "JENNY DEATH WHEN" (Quando Jenny Death?), em referência ao segundo disco de The Powers That B, Jenny Death.
Em 13 de fevereiro de 2015, Death Grips enviou um novo vídeo em seu canal no YouTube. O vídeo mostra o grupo ensaiando as músicas "I Break Mirrors with My Face in the United States", "Inanimate Sensation", "Turned Off", "Why a Bitch Gotta Lie" e "Lock Your Doors".
Em 10 de março de 2015, trechos de trinta segundos de cada música de Jenny Death vazaram na internet por meio do varejista holandês Bol.com. Em 11 de março de 2015, as durações das músicas de Jenny Death também vazaram.
Em 12 de março, Death Grips lança um vídeoclipe em seu canal do YouTube para a música "On GP", filmado em uma câmara de eco localizada no Studio 1, Sunset Sound Recorders em Los Angeles, Califórnia. No vídeo, todos os membros estão estáticos em uma sala vazia (exceto por alto-falante Altec Lansing A7), exceto por poucos movimentos sutis de tempos em tempos. O videoclipe oficial de "On GP" foi lançado um dia depois, apresentando vários truques de mágica realizados pelo mágico de Sacramento, Russell Brown. Em 17 de março, o grupo lançou a música "The Powers That B" em seu canal no YouTube, bem como a data de lançamento e os links de pré-encomenda do álbum em sua página no Facebook. Jenny Death vazou em vários sites de compartilhamento de arquivos e foi compartilhado no 4chan e no Reddit. A banda posteriormente transmitiu o álbum inteiro em sua página do YouTube. No mesmo dia, o grupo anunciou em seu Facebook que "pode fazer mais alguns", dando a entender que pretende continuar fazendo música
Em 24 de março de 2015, Death Grips anunciou via Facebook uma turnê para divulgar o álbum.

## Recepção
| Críticas profissionais    | Críticas profissionais          |
| Pontuações agregadas      | Pontuações agregadas            |
| Fonte                     | Avaliação                       |
| ------------------------- | ------------------------------- |
| AnyDecentMusic?           | 7.4/10                          |
| Metacritic                | 73/100                          |
| Avaliações da crítica     |                                 |
| Fonte                     | Avaliação                       |
| AllMusic                  | 3 de 5 estrelas.                |
| Consequence of Sound      | C+ (Lado 1) B (Lado 2)          |
| Cuepoint (Expert Witness) | B+                              |
| Exclaim!                  | 9/10                            |
| MusicOHM                  | 3.5 de 5 estrelas.              |
| NME                       | 8/10                            |
| Pitchfork                 | 6.7/10 (Lado 1) 8.1/10 (Lado 2) |
| PopMatters                | 7/10                            |
| Spin                      | 7/10                            |
| Tiny Mix Tapes            | 4/5 (Lado 1) 3.5/5 (Lado 2)     |

### Nigg*s on the Moon
Nigg*s on the Moon recebeu críticas positivas. No Metacritic, que atribui uma classificação normalizada de 100 às avaliações dos críticos, o álbum recebeu uma pontuação média de 70, que indica "críticas geralmente favoráveis", com base em 5 críticas. Michael Madden, da Consequence of Sound, afirmou: " Nigg*s on the Moon depende principalmente da disposição sonora caótica e em constante evolução da banda e, como bônus, nunca ouvimos Ride soar assim. É uma proposta empolgante." Ele também descreveu o disco como "um passeio emocionante" e escreveu ainda: "Em virtude de ser divisivo como o inferno, Death Grips nos deu as boas-vindas de volta à sua selva."  Calum Slingerland do Exclaim! chamou o primeiro disco de "a coleção de faixas mais confusa do grupo até agora", elogiando a natureza maníaca do vocalista MC Ride como "um lado do vocalista praticamente inédito em lançamentos anteriores". Larry Fitzmaurice para Pitchfork descreveu o disco como "o álbum menos intenso da banda" e afirmou: "é difícil afastar a sensação de que Death Grips pode se beneficiar de uma mudança no foco estético e conceitual... Sem novos truques e novas agressões, os Death Grips correm o risco de parecer seguros e comuns, uma confusão de dentes quebrados sumariamente substituídos por um sorriso sem dentes."  Patrick Taylor, do RapReviews.com, comentou que "as canções parecem mais oito variações do mesmo conceito do que oito faixas distintas".

### Jenny Death
No geral, a recepção da crítica para Jenny Death foi muito positiva, com respostas geralmente sendo melhores do que de Nigg*s on the Moon. Em 16 de março de 2015, a faixa "On GP" do segundo disco do álbum, Jenny Death, foi premiado com a crítica de "Melhor Nova Faixa" no site Pitchfork. A Pitchfork avaliou o álbum em 8.1/10, chamando a segunda metade do álbum de "o material mais forte em um tempo" e que "não está no nível de seu avanço artístico e comercial The Money Store, mas com certeza lembrará você do porquê os amou, em primeiro lugar."  Calum Slingerland do Exclaim! descreveu a natureza lírica do segundo disco como "representativa da ação externa e do pensamento mais do que da internalização", escrevendo que a incorporação de instrumentos ao vivo é uma adição bem-vinda ao lado da eletrônica agressiva do grupo. Abordando o álbum como um lançamento completo, Slingerland afirmou que The Powers That B é "uma visão convincente da capacidade da banda de trabalhar com sons mínimos e monumentais, enquanto contém alguns de seus trabalhos líricos e musicais mais fascinantes na memória recente. Consequence of Sound também deu uma crítica positiva ao álbum, dizendo que "alguns de seus melhores números de gelar os escombros aparecem aqui" e também notou sua mudança de gênero, alegando que "É o álbum mais punk, tanto musicalmente quanto em função."

## Desempenho comercial
O álbum estreou em 72º lugar na Billboard 200, No. 15 no Top Rock Albums, e No. 8 em Rap Albums, vendendo cerca de 9.000 na primeira semana. O álbum vendeu 22.000 cópias nos Estados Unidos em junho de 2016.

## Faixas
Todas as faixas escritas por Death Grips.
| Nigg*s on the Moon (Lado 1) |                     |         |  |
| N.º                         | Título              | Duração |  |
| 1.                          | "Up My Sleeves"     | 5:17    |  |
| 2.                          | "Billy Not Really"  | 3:49    |  |
| 3.                          | "Black Quarterback" | 2:59    |  |
| 4.                          | "Say Hey Kid"       | 3:27    |  |
| 5.                          | "Have a Sad Cum BB" | 3:40    |  |
| 6.                          | "Fuck Me Out"       | 3:20    |  |
| 7.                          | "Voila"             | 3:29    |  |
| 8.                          | "Big Dipper"        | 5:28    |  |
| Duração total:              | Duração total:      | 31:28   |  |

| Jenny Death (Lado 2) |                                                     |         |  |
| N.º                  | Título                                              | Duração |  |
| 1.                   | "I Break Mirrors with My Face in the United States" | 2:41    |  |
| 2.                   | "Inanimate Sensation"                               | 6:04    |  |
| 3.                   | "Turned Off"                                        | 4:37    |  |
| 4.                   | "Why a Bitch Gotta Lie"                             | 4:40    |  |
| 5.                   | "Pss Pss"                                           | 4:33    |  |
| 6.                   | "The Powers That B"                                 | 5:32    |  |
| 7.                   | "Beyond Alive"                                      | 6:07    |  |
| 8.                   | "Centuries of Damn"                                 | 5:32    |  |
| 9.                   | "On GP"                                             | 6:07    |  |
| 10.                  | "Death Grips 2.0"                                   | 3:20    |  |
| Duração total:       | Duração total:                                      | 49:13   |  |

Observações
- O lançamento em vinil não possui a faixa "Death Grips 2.0".
- "Inanimate Sensation" está escrito incorretamente como "Inanimate Sesnation" no lançamento em CD do álbum.

## Pessoal
Death Grips
- MC Ride – vocais, letras
- Zach Hill – sintetizador, teclado, bateria, V-drums, produção, arranjo
- Andy Morin – baixo na faixa 9 (Jenny Death), sintetizador, engenheiro, produção

Músicos adicionais
- Björk – samples vocais nas faixas 1-8 (Nigg*s on the Moon)
- Nick Reinhart – guitarra nas faixas 3, 4, 7, 8 e 9 (Jenny Death)
- Julian Imsdahl – sintetizador, mellotron, órgão e guitarra nas faixas 3, 4, 7, 8 e 9 (Jenny Death)